# 爱德华·苏贾
爱德华·威廉·苏贾（Edward William Soja，姓又译索亚、索贾，发音/ˈsoʊdʒə/，1940–2015）自称是一名城市主义者，他是知名的后现代政治地理学家和城市理论家。他的许多知名作品围绕社会空间辩证法和空间正义展开。

## 简介
苏贾在雪城大學获得博士学位。自1972年至其逝世，他在加州大学洛杉矶分校建筑与城市规划研究生院工作，被评为城市规划杰出教授。他还曾是倫敦政治經濟學院的客座教授。
苏贾的早期研究主要关注肯尼亚的规划，但后来以空间形态和社會正義方面的研究而闻名，成为了知名的空间理论家。除了对美国女权主义文化理论家贝尔·胡克斯（1952-2021）和法国知识分子米歇尔·福柯（1926-1984）的著作的解读以外，苏贾在空间理论和文化地理学领域的最大贡献是运用并发展了法国城市社会学家亨利·列斐伏尔（1901–1991，《空间的生产》的作者）的理论。他在列斐伏尔的空间三元辩证法的基础上，提出了自己的一套空间三元辩证法，其中包括“第三空间”（Thirdspace），即一种既是真实又是想象的空间。
苏贾将他对空间和社会（或他所说的空间性）的批判性后现代分析重点放在洛杉矶的人和地方上。2010年，明尼苏达大学出版社出版了他关于空间正义的著作。2014年，加州大學出版社出版了他的《我的洛杉矶》。他还在批判性城市理论期刊《城市：城市趋势、文化、理论、政策、行动分析》上发表过不少文章。
苏贾与艾伦·J·斯科特（加州大学洛杉矶分校）、迈克尔·斯托珀尔（加州大学洛杉矶分校、倫敦政治經濟學院）、詹明信（杜克大学）、大卫·哈维（约翰斯·霍普金斯大学、纽约市立大学）、Kurt Iveson（悉尼大學），以及加州大学洛杉矶分校城市规划、建筑、政策研究和地理系的多位教职员。
苏贾曾担任城市理论和地理学领域许多知名学者的博士学术顾问，包括Mustafa Dikec教授（巴黎城市规划学院）、Walter J. Nicholls博士（加州大學爾灣分校）、Mark Purcell博士（華盛頓大學），Diane Davis博士（哈佛大学），Juan Miguel Kanai博士（谢菲尔德大学）和Stefano Bloch博士（亚利桑那大学）。
2015年，苏贾获得了地理学家的最高荣誉瓦特林·路德奖，该奖被视为地理学领域的诺贝尔奖。

## 第三空间
苏贾的第三空间理论将城市空间分为三种：第一空间（Firstspace）、第二空间和（Secondspace）第三空间（Thirdspace）。第一空间是物质建筑环境，可以在现实世界中绘制、量化测量和“看到”。它是规划法规、政治决策和城市随时间变化的产物。第二空间是概念空间，是居民脑海中构想出来的。它是营销策略、（重新）想象和社会规范的产物，又反过来决定人们在该空间中的行为方式。第三空间是“真实而又想象”的空间，是生活的空间，是人们实际居住和体验到城市空间。它是通过对第二空间的期望而制定的在真实空间（第一空间）中的动作。
第三空间“聚集了一切……（包括）主观性和客观性、抽象和具体、真实和想象、可知和不可知、重复和差别 结构和能动性、精神和身体、意识和无意识、学科和跨学科、日常生活和无尽历史”他解释道：“我将第三空间定义为理解和改变人类生活空间性的另一种（an-Other）方式、一种独特的批判空间意识的模式，适用于重新平衡的空间-历史-社会三元辩证法所带来的新范围和意义。”苏贾的第三空间的概念建构源自亨利·列斐伏尔在《空间的生产》中的空间三元辩证法以及米歇尔·福柯的异托邦概念。此外他还融合了从佳亚特里·C·斯皮瓦克到贝尔·胡克斯、爱德华·萨义德到霍米·巴巴等后殖民思想家的理论。
苏贾有时被视为神秘主義的马克思主义者，其第三空间理论表现出了一元神秘主义倾向。他通过类比Aleph提出了第三空间，Aleph是豪尔赫·路易斯·博尔赫斯提出的空间无限性的概念。第三空间是一个激进的包容性概念，在超越二元论和走向“他者”（an-Other）的持续运动中包含了认识论、本体论和历史性，如苏贾解释的那样：“第三化（thirding）的产物最好称为渐进的三元辩证法，它对另外的他性（otherness）彻底开放，对空间知识的持续扩展彻底开放。”第三空间是一个超越性的概念，它不断扩展以包括“他者”，从而使边界和文化身份的争论和再协商成为可能。这一概念非常类似于霍米·巴巴的第三空间理论，其中“所有形式的文化都不断地处于混杂过程中”，“取代构成它的历史，并建立新的权威结构，新的政治倡议......文化混杂产生了一些不同的东西，一些新的和无法辨认的东西，一个新的意义和表征谈判领域。”
苏贾在第三空间方面的工作启发了地理教育领域的思考，特别是利用第一空间、第二空间和第三空间的空间帮助学龄学生学习城市地理。这项工作已经扩展到研究第三空间如何作为一个概念来帮助学生进行城市实地考察。

## 部分出版物
- Postmodern Geographies: The Reassertion of Space in Critical Social Theory. London: Verso Press, 1989.
- Scott, A.J and E.W. Soja, eds. The City: Los Angeles and Urban Theory at the End of the Twentieth Century. Berkeley: University of California Press. 1996.
- Thirdspace: Journeys to Los Angeles and Other Real-and-Imagined Places. Oxford: Basil Blackwell.  1996.
- Postmetropolis:  Critical Studies of Cities and Regions. Oxford: Basil Blackwell, 2000.
- "Writing the city spatially" （页面存档备份，存于）, City, November 2003.
- "The city and spatial justice" （页面存档备份，存于）, Justice spatiale | Spatial Justice, n° September 1, 2009.
- Seeking Spatial Justice. Minneapolis: University of Minnesota Press. 2010.
- "Towards a regional democracy?" （页面存档备份，存于）,Métropolitiques, March 2011.
- "Spatial Justice and the Right to the City: an Interview with Edward Soja" （页面存档备份，存于）, Justice spatiale | Spatial Justice, n° March 3, 2011.
- My Los Angeles: From Urban Restructuring to Regional Urbanization. Berkeley: University of California Press. 2014.

## 延伸阅读
- Bell, Thomas L.; Muller, Peter O. . Annals of the Association of American Geographers. March 2003, 93 (1): 248–250. ISSN 0004-5608. S2CID 144744015. doi:10.1111/1467-8306.93122. (A review of Soja's Postmetropolis: Critical Studies of Cities and Regions, ISBN 1-57718-001-1.)